# Kościół Żłóbka Chrystusowego we Wschowie
Kościół Żłóbka Chrystusowego – dawna świątynia ewangelicka znajdująca się we Wschowie, w województwie lubuskim.
Renesansowa świątynia powstała w 1604 roku, kiedy to protestanci musieli oddać kościół parafialny katolikom. Zostały w tym czasie kupione dwie kamienice mieszczańskie, przylegające do murów obronnych przy Bramie Polskiej. Przez trzy miesiące trwała ich przebudowa na kościół, który pierwotnie posiadał dwa dachy. Po pożarze, w 1685 roku świątynia została odbudowana i otrzymała obecny kształt, jednocześnie budowla została przykryta jednym dachem dwuspadowym. 
O roli protestantów w życiu ówczesnego miasta świadczy fakt, że o ile fara katolicka czekała na odbudowę 35 lat, o tyle ewangelicy I nabożeństwo po pożarze odprawili po 3 dniach, dach odbudowali po 3 miesiącach, a odbudowę całej świątyni zakończyli w ciągu 3 lat.
Świątynię wybudowano z cegły, z kolei ściana południowa będąca dawniej częścią muru obronnego została wzniesiona z kamienia. Przy narożniku północno-wschodnim znajduje się piętrowa przybudówka powstała w 1720 roku, oraz dwie małe dobudówki powstałe w 1773 roku, łączące budowlę z wieżą dawnej Bramy Polskiej, którą zaadaptowano na dzwonnicę. Fasada wschodnia ma w górnych partiach okna, natomiast w szczycie jest dekorowana płytkimi wnękami z motywem dwułuku oraz płaskorzeźbą w niszy, przedstawającą scenę Ukrzyżowania Chrystusa. Salowe wnętrze świątyni jest nakryte płaskim drewnianym stropem, podpartym trzema kolumnami korynckimi. Wzdłuż bocznych ścian znajdują się trzy kondygnacje empor z II połowy XVII wieku. Między empory jest wbudowany od strony zachodniej, eliptycznie wygięty chór muzyczny.

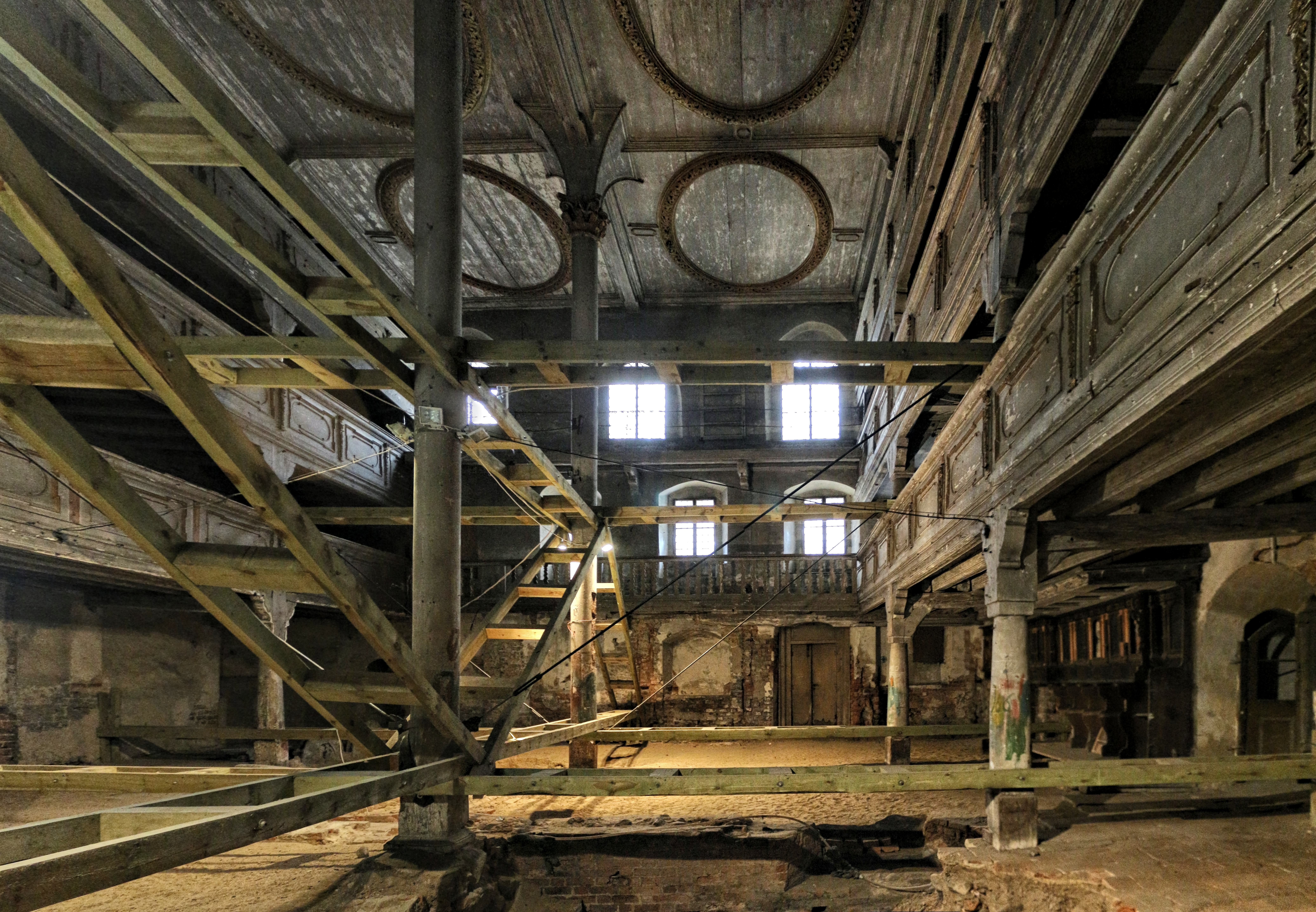